# Холломен, Лорел
Лорел Холломен (англ. Laurel Holloman; 23 мая 1971, Чапел-Хилл, Северная Каролина, США) — американская актриса и художница. Наибольшую популярность приобрела, снимаясь в телесериале канала Showtime «Секс в другом городе».

## Ранние годы
Лорел родилась 23 мая 1971 года в городке Чапел-Хилл, Северная Каролина. Она была самым младшим ребёнком в семье. Интерес к актёрской профессии появился у неё уже в конце подросткового периода. После первого года в колледже она перебралась в Чикаго, чтобы работать в Театральной Мастерской Пайвен (Piven Theatre Workshop); затем она некоторое время училась в Лондоне в Британо-Американской Драматической Академии. Лорел утверждает, что именно в это время окончательно выбрала свой жизненный путь и твердо решила стать профессиональной актрисой. Также она обучалась живописи в UCLA и Институте искусств Сан-Франциско.

## Карьера
В 1994 году Лорел начала играть во внебродвейской постановке «Сердце — одинокий охотник» в Театре Нью-Сити; другими её известными работами того времени было участие в пьесе Equus с Джеймсом Дентоном в Raleigh Little Theatre и в пьесе «Ночной заплыв» Джулии Джордан в театре Playwright’s Horizons.
Первым кинематографическим прорывом актрисы была роль в инди-фильме 1995 года «Две влюблённые девушки», в котором Лорел сыграла лесбиянку Рэнди Дин. Картина повествовала о дружбе двух девушек, которая развивается в нежный, но смешной роман. В 1996 году она снялась в независимом художественном фильме Дэвида Орра Blossom Time.
Актриса сыграла более, чем в 20 художественных фильмах, включая номинированный на премию «Оскар» фильм «Перекати-поле» 1999 года. Кроме того, наиболее известными её работами являются роли в таких фильмах как «Тени прошлого», «Ночи в стиле буги» и «Площадь восстания». В последнее время актриса наиболее известна своими ролями в телесериалах: в первую очередь, спин-оффе Баффи — истребительница вампиров", сериале «Ангел» и лесбийской драме «Секс в другом городе».

## Личная жизнь
В 1990-х годах встречалась с актёром Билли Крудипином, с которым они вместе учились на драматическом отделении Нью-Йоркского университета.
13 июля 2003 года вышла замуж за Пола Мэчери. У пары есть двое дочерей — Лола Рейко Мэчери (род.04.11.2004) и Нала Бель Мэчери (род.2008, удочерена в марте того же года). В 2011 году Холломен подала на развод, который был завершен 18 июня 2012 года.

## Фильмография
| Год       |     | Русское название       | Оригинальное название                              | Роль                        |
| --------- | --- | ---------------------- | -------------------------------------------------- | --------------------------- |
| 1995      | ф   | Две влюблённые девушки | The Incredibly True Adventure of Two Girls in Love | Рэнди Дин                   |
| 1995      | тф  | Цена любви             | Price of Love                                      | Роксанн                     |
| 1996      | тф  | Делва                  | Dalva                                              | Карен                       |
| 1996      | ф   | —                      | Blossom Time                                       | Фрэнсис Бодин               |
| 1997      | ф   | Префонтейн             | Prefontaine                                        | Элейн Финли                 |
| 1997      | ф   | Тени прошлого          | The Myth of Fingerprints                           | Ли                          |
| 1997      | тф  | Ценою жизни            | Dying to Belong                                    | Шеннон                      |
| 1997      | кор | —                      | The Clearing                                       | Линетт                      |
| 1997      | ф   | Первый на выход        | The First to Go                                    | Кэрри                       |
| 1997      | ф   | Ночи в стиле буги      | Boogie Nights                                      | Шерил Линн                  |
| 1997      | с   | Крекер                 | Cracker                                            | Кэрол                       |
| 1998      | ф   | —                      | Stamp and Deliver                                  | н/д                         |
| 1999      | ф   | Перекати-поле          | Tumbleweeds                                        | Лори Пендлтон               |
| 1999      | ф   | Любить Иезавель        | Loving Jezebel                                     | Саманта                     |
| 1999      | ф   | Предел мечтаний        | Chapter Zero                                       | Джейн                       |
| 1999      | ф   | Недотрога              | Cherry                                             | Иви Свит                    |
| 1999      | кор | —                      | Tide                                               | Лилли                       |
| 1999      | ф   | —                      | Loser Love                                         | Лили Делакруа               |
| 2000      | ф   | Безумно верная жена    | Committed                                          | Аделль                      |
| 2000      | ф   | —                      | Lush                                               | Эшли «Эш» Ван Дайк          |
| 2001      | ф   | Площадь восстания      | The Rising Place                                   | Эмили Ходж                  |
| 2001      | ф   | —                      | Last Ball                                          | Кэти                        |
| 2001      | кор | —                      | Popcorn Shrimp                                     | пеервый коп                 |
| 2001      | ф   | —                      | Morning                                            | Шелли                       |
| 2001      | с   | Это жизнь              | That’s Life                                        | Карен Мэтлин                |
| 2001      | ф   | —                      | Liberty, Maine                                     | н/д                         |
| 2001—2002 | с   | Ангел                  | Angel                                              | Джастин Купер               |
| 2002      | с   | Прикосновение ангела   | Touched by an Angel                                | Николь Блейк                |
| 2002      | ф   | —                      | Alone                                              | Шарлотт                     |
| 2003      | с   | Без следа              | Without a Trace                                    | Джоан Уилсон                |
| 2004—2009 | с   | Секс в другом городе   | The L Word                                         | Тина Кеннард                |
| 2005      | кор | —                      | Conflict                                           | Фрэн Эстер                  |
| 2009      | с   | Касл                   | Castle                                             | Сэнди Аллен                 |
| 2010      | с   | Гигантик               | Gigantic                                           | Рэй Энн Колвин / мама Джоуи |